# Прокопович-Ткаченко Дмитро Ігорович
Прокопович-Ткаченко Дмитро Ігорович (нар. 11 березня 1971, м. Сєвєродонецьк, Україна) — український військовик, зв'язківець, спеціальне звання полковник Державної служби спеціального зв'язку та захисту інформації, науковець, кандидат технічних наук, доцент (Phd CS&Е Computer Systems and Engineers). 10 грудня 2013 р. — 10 червня 2014 р. заступник Голови  Державної служби спеціального зв'язку та захисту інформації України.

## Освіта
- 1992 рік Харківське вище військове командно-інженерне училище за спеціальністю «Автоматизовані системи управління».
- 2006 рік Дніпропетровський національний університет за спеціальністю «правознавство», юрист.
- 2013 рік успішне закінчення аспірантури Технічного факультету  Університету митної справи та фінансів, здобуття ступені кандидату технічних наук (Phd CS&E).

## Кар'єра
- Червень 1992 р. — листопад 1993 р. — служба на посаді командира взводу-викладача Учбового центру шифрованого зв'язку у Збройних Силах України (в/ч 73903, А-0710), навчання в ад'юнктурі кафедри автоматизованих систем бойового управління Харківського військового університету за заочною формою.
- 1993–1994 рр. — інженер лінійно-технічного цеху районного вузла зв'язку у м. Павлоград.
- Листопад 1994 р. — квітень 2007 р. — військова служба на інженерних та керівних посадах Служби безпеки України.
- 2007–2014 рр. — спеціальна служба на керівних посадах у Державній службі спеціального зв'язку та захисту інформації України.
- 10 грудня 2013 р. — Указом Президента України № 680/2013 призначений на посаду заступника Голови Державної служби спеціального зв'язку та захисту інформації України.
- Вересень 2014 р. — березень 2017 р. — Генеральний директор НВП «Укрспецзв’язок».
- У 2015 р. працював у США науково-технічним консультантом медичного підприємства «QPULSE. inc» (Форт-Лодердейл, Флорида).
- З листопада 2017 р. — завідувач кафедри кібербезпеки Університету митної справи та фінансів.
- Завідувач кафедри кібербезпеки та інформаційних технологій Університету митної справи та фінансів.
- Старший науковий співробітник Державної наукової установи «Інститут інформації, безпеки і права Національної академії правових наук України».

## Участь у бойових діях
У квітні - травні 2014 року під час проведення анти-терористичної операції у м. Краматорськ та м. Слов’янськ Донецької області, зокрема РТПС «Карачун»  на посаді заступника Голови Державної служби спеціального зв‘язку та захисту інформації України брав участь у бойових діях , виконуючи службове завдання по захисту інформаційного простору України в умовах безпосереднього вогневого контакту з противником.

## Наукова діяльність
У 2013 році закінчив аспірантуру Університету митної справи та фінансів,  захистив дисертацію на здобуття наукового ступеня кандидата технічних наук за спеціальністю 05.12.02 Телекомунікаційні системи та мережі.
Тема дисертаційного дослідження: «Метод та засоби підвищення безпеки безпроводових телекомунікаційних систем і мереж на основі формування псевдовипадкових ключів авторизації доступу».
Результати досліджень були реалізовані КБ «Дніпровським» м. Дніпро, Дніпропетровський Машинобудівний завод, під час проектування та виробництва автоматизованої територіально-розподіленої системи єдиних регіональних оперативно-диспетчерських медичних центрів спеціального призначення за номером 103 на базі обладнання ЦАТС телекомунікаційної системи «ДНІПРО».

## Законотворча діяльність
Співавтор Закону України  "Про внесення змін до Закону України «Про Державну службу спеціального зв'язку та захисту інформації України» N 4432 від 13.03.14. Основна теза Закону у зміні статусу особового складу Державної служби спеціального зв'язку та захисту інформації України з рядового та начальницького складу до військовослужбовців, що позитивно вплинуло на обороноздатність України, Державна служба спеціального зв'язку та захисту інформації України  увійшла до складу ЗС України)
- Закон України «Про внесення змін до Закону України «Про Державну службу спеціального зв'язку та захисту інформації України»
- Посилання на проект   Закону України «Про внесення змін до Закону України «Про Державну службу спеціального зв'язку та захисту інформації України» N 4432 від 13.03.14 р. інтерактивна інформаційна база законодавства України «Ліга-закон»

- Пояснювальна записка до Закону України «Про внесення змін до Закону України «Про Державну службу спеціального зв'язку та захисту інформації України» N 4432 від 13.03.14 р. інтерактивна інформаційна база законодавства України «Ліга-закон»

## Монографії
- Л. С. Сорока, О. О. Кузнецов, Д. І. Прокопович-Ткаченко «Моделі і методи авторизації доступу в безпроводових телекомунікаційних системах».- Дніпро вид. Пороги 2014 рік.
- Alexandr A. Kuznetsov, Yuriy I. Gorbenko, Ievgeniia P. Kolovanova, Dmytro I. Prokopovych-Tkachenko. KEY SCHEDULE OF BLOCK SYMMETRIC CIPHERS // ISCI'2017: Information Security in Critical Infrastructures. Collective monograph. Edited by Ivan D. Gorbenko and Alexandr A. Kuznetsov. — ASC Academic Publishing, USA, 2017. — 207 p. — ISBN 978-0-9989826-0-1. — in monograph. (Розділ в монографії).
- Security and noise immunity of telecommunication system: new solutions to the codes and signals design problem. Collective monograph. Edited by Sergey G. Rassomahin and Alexandr A. Kuznetsov.Dmytro I. Prokopovych-Tkachenko. — ASC Academic Publishing, 2017.- 198 p. — ISBN 978-0-9989826-2-5 (Hardback), ISBN 978-0-9989-826-3-2 (Ebook).

## Патенти
- UA78038, МПК (2013.01)G09C 1/00 Спосіб формування послідовності псевдовипадкових чисел / Л. С. Сорока, О. О. Кузнецов, Д. І. Прокопович-Ткаченко та ін.- N u201208718, заява 16.07.12, опуб. 11.03.13, бюл. N5 стор. 3
- UA80375, МПК (2013.01) G09C1/00 Пристрій формування послідовностей псевдовипадкових чисел /Л. С. Сорока, О. О. Кузнецов, Д. І. Прокопович-Ткаченко та ін.- N u201213846, заява 16.07.12 опуб. 27.05.13 бюл. N 10- стор.3
- UA (11) 131986 (13) U (51) МПК (2018.01)

G09C 5/00 B33Y 50/00 /СПОСІБ СТЕГАНОГРАФІЧНОГО ПРИХОВУВАННЯ ІНФОРМАЦІЇ ЗА ДОПОМОГОЮ ТЕХНОЛОГІЙ 3D-ДРУКУ/О. О. Кузнецов (UA), Д. І. Прокопович-Ткаченко (UA)та ін.

## Сфера наукових та науково-технічних інтересів
Механізми державного управління кібернетичною безпекою, криптологія, криптографія, стеганографія, математичне моделювання кібернетичних загроз, парадигми програмування захищених інформаційно-технічних систем, технічний захист інформації.

## Нагороди
- 24.08.2008 — Подяка Президента України  «За особистий внесок в розбудову Української держави та зміцнення її незалежності»
- 25.03.2004 — Подяка Голови обласної ради Дніпропетровської області « За визначні досягнення у праці, високий професіоналізм, вагомий внесок у розвиток України та Дніпропетровщини»
- 12.11.2007 — Подяка міського Голови м. Дніпро «За сумлінну плідну працю, високий професіоналізм, значний особистий внесок у вдосконаленні організації урядового зв'язку»
- 29.05.2008 — Подяка Дніпропетровської обласної державної адміністрації «За високий професіоналізм та вагомі досягнення у праці»
- 1.09.2008 — Відзнака міського Голови м. Дніпро «За заслуги перед містом»
- 1992—2014 — Відомчі нагороди Служби безпеки України, Міністерства оборони України, Управління державної охорони України, Державної служби спеціального зв'язку та захисту інформації України, Міністерства внутрішніх справ України, Міністерства з надзвичайних ситуацій України.